# 松木正一郎
松木 正一郎（まつき しょういちろう、1960年〈昭和35年〉11月15日 - ）は、日本の政治家。静岡県下田市長（2期）。

## 来歴
静岡県賀茂郡下田町坂下（現・下田市三丁目）生まれ。祖父も父親も、下田で教員を務めていた。1979年（昭和54年）3月、静岡県立韮山高等学校卒業。1985年（昭和60年）3月、早稲田大学理工学部卒業。同年4月、建設会社に就職。高速道路・ダム等で現場監督に従事する。
1989年（平成元年）4月、静岡県庁に入庁。2004年（平成16年）、政策研究大学院大学修了。
在職中、景観まちづくり課長、下田土木事務所長、賀茂地域局副局長兼賀茂危機管理監などを歴任。また、自らまちづくり団体を立ち上げた。
2020年（令和2年）3月、静岡県庁を退職。同年5月18日、任期満了に伴う下田市長選挙に立候補する意向を表明。告示まで1カ月を切っての出馬表明だったが、6月21日の投開票の結果、連合静岡や市建設業組合の推薦を受けた現職の福井祐輔を大差で破り初当選した。7月5日、市長就任。
※当日有権者数：18,720人 最終投票率：68.65%（前回比：+1.2pts）
| 候補者名   | 年齢 | 所属党派 | 新旧別 | 得票数  | 得票率 | 推薦・支持       |
| ---------- | ---- | -------- | ------ | ------- | ------ | ---------------- |
| 松木正一郎 | 59   | 無所属   | 新     | 8,808票 | 70.41% |                  |
| 福井祐輔   | 72   | 無所属   | 現     | 3,705票 | 29.59% | （推薦）連合静岡 |

2024年（令和6年）6月16日、任期満了に伴う同日告示の下田市長選挙に2期目を目指して立候補。同月23日の投開票の結果、対立候補のいずれも新人で、元静岡県副知事の土屋優行、ならびに元下田市議会議員の長友くにを、それぞれ破り再選。松木と土屋との事実上の一騎討ちで事前の情勢調査では横一線と伝えられたが、815票差で振り切った。また、石井直樹以来16年ぶりに現職の市長が再選された。
※当日有権者数：16,980人 最終投票率：60.87%（前回比：－7.78pts）
| 候補者名   | 年齢 | 所属党派 | 新旧別 | 得票数  | 得票率 | 推薦・支持 |
| ---------- | ---- | -------- | ------ | ------- | ------ | ---------- |
| 松木正一郎 | 63   | 無所属   | 現     | 5,231票 | 50.86% |            |
| 土屋優行   | 69   | 無所属   | 新     | 4,416票 | 42.93% |            |
| 長友くに   | 77   | 無所属   | 新     | 638票   | 6.2%   |            |

## 人物
- 合気道三段。子どもや初心者への指導のかたわら、自らも市内の道場で鍛錬に励んでいる[3][9]。